# Васил Василев (анатом)
Вижте пояснителната страница за други личности с името Васил Василев.
Васил Асенов Василев е български лекар, професор, ректор на Медицинската академия (1990 – 1991) и дългогодишен ръководител на Катедрата по анатомия в нея, почетен председател на германското и българското анатомично дружество.
Васил Василев завършва с отличие Медицинския факултет и през 1953 година става асистент в Катедрата по анатомия. Специализира в Анатомичния институт на Университета във Вюрцбург, Германия, където защитава докторска дисертация. Има специалност по ортопедия и травматология и последователно става асистент, доцент, професор и ръководител на Катедрата по анатомия, хистология и ембриология. Автор е на над 400 научни публикации и доклади в международни и български списания и конгреси, учебници и помагала по анатомия.
Основните научни приноси на проф. Василев са в областта на гръбначния стълб, ставите, скелетните мускули и серозните обвивки. Провежда редица електронно-микроскопски и хистохимични изследвания и получава нови данни по отношение развитието на възрастовите и травматични промени на междупрешленовите дискове, синовиалната мембрана, ставния хрущял, мускулно-сухожилните свързвания и перитонеума.
Проф. Василев е ректор на Висшия медицински институт в периода 1990 – 1991. Отново в същата година става и втория българин след професор Димитър Каданов, който е почетен член на най-голямото европейско анатомично дружество Anatomische Gesellschaft. Васил Василев е почетен член на борда на директорите.

## Семейство
- Съпруга – д-р Маргарита (Етка) Ножарова, вирусолог
- Дъщеря – д-р Катерина Василева, ортопед
- Син – д-р Иван Василев, ортопед